# Laurent Herbiet
Laurent Herbiet, né le 9 août 1961 à Annay dans la Nièvre est un réalisateur et scénariste français.

## Biographie
Fils d’agriculteurs, Laurent Herbiet débute en tant qu’assistant-réalisateur sur des films d’entreprises durant ses études supérieures à Strasbourg. Après un service militaire au sein du cinéma aux armées (ECPA), il travaille en tant que premier assistant-réalisateur et conseiller technique sur plus de 60 films, pour le cinéma comme pour la télévision. Il a collaboré, entre autres, avec Blake Edwards, Christine Pascal, John Badham, Claude Lelouch, Roman Coppola, Didier Bourdon, Valérie Lemercier, Isabelle Mergault et Alain Resnais.
Au cinéma, il débute en tant que réalisateur avec un court-métrage, Le Poids du Ciel, adapté de Jean Giono, puis réalise des films publicitaires et institutionnels. En 2006, il tourne son premier long-métrage, Mon Colonel, produit et co-écrit par Costa Gavras. Il a ensuite été le co-scénariste d’Alain Resnais sur Les Herbes folles (2009), Vous n'avez encore rien vu (2012), Aimer, Boire et Chanter (2013) et Arrivées & Départs (2014, inachevé). En 2024, il réalise Chroniques d'un Indic (co-écrit avec Alexandre Kauffmann d'après son livre-enquête Le troisième Indic).
À la télévision, il a co-écrit L'Appel du 18 juin pour France 2 ; co-écrit et réalisé pour Canal Plus Adieu De Gaulle, adieu ; pour France 2 Le Chant des Sirènes, Manipulations et la série Malaterra ; pour France 3 Les Trois Silences. Il co-écrit et réalise la série Glacé pour Gaumont et Netflix. Pour Arte, il co-écrit et réalise les documentaires Dans l'ombre d'Hitchcock (consacré à Alma Reville, l'épouse et collaboratrice d'Alfred Hitchcock) et King Kong - Le cœur des ténèbres (sur la genèse du King Kong de 1933). Il co-écrit avec Iris Wong et réalise le téléfilm Basse Saison.
Il est membre du Collectif 50/50 qui a pour but de promouvoir l’égalité des femmes et des hommes et la diversité sexuelle et de genre dans le cinéma et l’audiovisuel,.

## Filmographie

### Réalisateur
- 1986 : John Boorman et la Terre du Milieu (documentaire, 52 min)
- 1995 : Le Poids du ciel (court-métrage, 14 min)
- 2006 : Mon colonel (long-métrage, 110 min)
- 2009 : Adieu de Gaulle, adieu (téléfilm, 87 min)
- 2011 : Le Chant des sirènes (téléfilm, 85 min)
- 2012 :  Manipulations (téléfilm, 96 min)
- 2014 : Les Trois Silences (téléfilm, 90 min)
- 2015 : Malaterra (série télévisée, 8 × 52 min)
- 2017 : Glacé (série télévisée, 6 × 52 min)
- 2018 : Man's First Friend (documentaire, 90 min ; épisodes Canada et Cambodge)
- 2019 : Dans l'ombre d'Hitchcock, Alma et Hitch (documentaire sur Alma Reville, 54 min)
- 2021 : Basse Saison (téléfilm, 90 min)
- 2024 : King Kong - Le cœur des ténèbres (documentaire, 60 min)
- 2024 : Chroniques d'un Indic (long-métrage, 100 min)

### Scénariste
- 1995 : Le Poids du Ciel de Laurent Herbiet
- 2006 Mon colonel (avec Costa Gavras et Jean-Claude Grumberg) de Laurent Herbiet
- 2009 : Les Herbes folles (avec Alain Resnais) d'Alain Resnais, prix spécial Festival de Cannes 2009
- 2009 : Adieu de Gaulle, adieu (avec Nathalie Hertzberg) de Laurent Herbiet
- 2010 : L'Appel du 18 Juin (avec Philippe Madral) de Félix Olivier
- 2011 : Le Chant des sirènes (avec Christian Roux) de Laurent Herbiet
- 2012 Vous n'avez encore rien vu (avec Alain Resnais) d'Alain Resnais, compétition officielle Festival de Cannes 2012
- 2014 : Aimer, boire et chanter (avec Alain Resnais) d'Alain Resnais, Ours d'Argent Alfred Bauer & Prix Fipresci Berlin 2014
- 2014 : Les Trois Silences (avec Iris Wong) de Laurent Herbiet
- 2014 : Arrivées & Départs (avec Alain Resnais) d'Alain Resnais (scénario inachevé)
- 2017 : Glacé (avec Hamid Hlioua, Gérard Carré, Caroline Van Ryumbeck) de Laurent Herbiet
- 2018 : Man's First Friend (épisodes Canada et Cambodge)
- 2019 : Dans l'ombre d'Hitchcock, Alma et Hitch (avec Patrick McGilligan) de Laurent Herbiet
- 2020 : Révolution ! (avec Adila Bennadjaï-Zou et Hugues Nancy)
- 2021 : Basse saison (avec Iris Wong) de Laurent Herbiet
- 2024 : King Kong - Le cœur des ténèbres (avec Erwan Le Gac et Tamara Erde) de Laurent Herbiet
- 2024 : Chroniques d'un Indic (avec Alexandre Kauffmann) de Laurent Herbiet

### Conseiller technique
- L'Amour en l'air d'Hubert Aigrot
- Tout ce qui brille de Lou Jeunet
- Capitaine au long cours de Bianca Conti-Rossini
- Ça n'empêche pas les sentiments de Jean-Pierre Jackson
- Palais royal! de Valérie Lemercier
- Je vous trouve très beau d'Isabelle Mergault - César du Premier Film 2006
- Enfin veuve d'Isabelle Mergault

### Premier Assistant réalisateur
- Ivan Ivanovithc Kossiakoff de Fabrice Cazeneuve
- La Belle Anglaise de Jacques Besnard
- Sueurs froides de Michel Leroy
- Two of diamonds de Bruno Gantillon
- À corps et à cris de Josée Dayan
- The quiet conspiracy de John Gorrie
- Counterstrike de Paolo Barzman
- Point of no return de Jean-Pierre Prévost
- Fly by night de Jean-Pierre Prévost
- La Tête la première de Bernard Uzan
- Le 7eme enfer de Bernard Uzan
- L'Entorse de Bernard Uzan
- La Guerre des privés de Jean-Pierre Prévost
- Lulu roi de France de Bernard Uzan
- Adorable petite bombe de Philippe Muyl
- Tout ce qui brille de Lou Jeunet
- Le Roi en son moulin de Jacob Berger
- The unexpected Mrs Pollifax d'Anthony Shaw
- Feu sur le candidat Agnès Delarive
- Dancing Machine de Gilles Béhat
- Joy in Macau de Jacques Saurel
- The son of the pink panther de Blake Edwards
- A foreign field de Charles Sturridge
- Adultère (mode d'emploi) de Christine Pascal
- Capitaine au long cours de Bianca Conti-Rossini
- Clandestins de N. Wadimoff & D. Chouinard
- Incognito de John Badham
- Ça n'empêche pas les sentiments de Jean-Pierre Jackson
- Hanuman de Frédéric Fougea
- À tout jamais (Ever after) d'Andy Tennant
- Voyages de Emmanuel Finkiel
- Monsieur Naphtali d'Olivier Schatzky
- Les Enfants du forgeron de Claude Lelouch
- Une pour toutes de Claude Lelouch
- Le Roman de Lulu de Pierre-Olivier Scotto
- And now, ladies and gentlemen de Claude Lelouch
- CQ de Roman Coppola
- Or… d'Alain Resnais
- Sept ans de mariage de Didier Bourdon
- Pas sur la bouche d'Alain Resnais
- San Antonio de Frédéric Auburtin
- Alive de Frédéric Berthe
- Palais royal ! de Valérie Lemercier
- Le tsar se fait photographier d'Alain Resnais
- Cœurs d'Alain Resnais

## Publication
- Alain Resnais, les coulisses de la création : entretiens avec ses proches collaborateurs, de François Thomas, Armand Colin, 2016

## Distinctions
- 1995 : Prix de la Jeunesse - Festival de Dignes pour Le Poids du ciel
- 2006 : Prix Aquitaine - Festival du film de Sarlat pour Mon colonel
- 2006 : Nominations Prix du meilleur film, Prix spécial du jury - Festival International du Film de Rome pour Mon colonel
- 2009 : Grand Prix - Festival des créations télévisuelles de Luchon pour Adieu De Gaulle, adieu
- 2010 : Nominations meilleur téléfilm & meilleure réalisation - Festival TV Monte-Carlo 2010 pour Adieu De Gaulle, adieu
- 2010 : Nomination Lauriers du Sénat 2010 (Catégorie Fiction Société) pour Adieu De Gaulle, adieu
- 2010 : Nomination César 2010 (meilleure Adaptation) pour Les Herbes folles (scénariste)
- 2011 : Nomination meilleure adaptation ICS Awards pour Les Herbes folles (scénariste)
- 2011 : Prix du meilleur téléfilm - Festival de la fiction TV de La Rochelle pour Le Chant des sirènes
- 2012 : Prix du meilleur téléfilm - Festival de la fiction TV de La Rochelle pour Manipulations
- 2012 : Compétition officielle - Festival Eurovisioni Rome 2012 pour Manipulations
- 2012 : Compétition officielle - Festival de Cannes 2012 pour Vous n'avez encore rien vu (scénariste)
- 2012 : Compétition officielle - Prix Italia Turin 2013 pour Manipulations
- 2013 : Nominations meilleur téléfilm, meilleure réalisation - Festival TV Monte-Carlo 2013 pour Manipulations
- 2014 : Prix du Syndicat français de la Critique - meilleur téléfilm 2014 pour Le Chant des Sirènes
- 2014 : Nomination meilleur téléfilm - Lauriers de l'Audiovisuel 2014 pour Manipulations
- 2014 : Ours d'Argent Alfred Bauer -  Festival de Berlin 2014 pour Aimer, Boire et Chanter (scénariste)
- 2014 : Prix Fipresci de la Critique internationale -  Festival de Berlin 2014 pour Aimer, Boire et Chanter (scénariste)
- 2016 : Prix de la meilleure série - Festival de la fiction TV de La Rochelle pour Glacé
- 2017 : Nomination meilleure série - Colcoa French Film Festival 2017 pour Glacé
- 2018 : Nomination meilleure série - Festival TV Monte-Carlo 2018 pour Glacé
- 2019 : Sélection officielle - Beirut Art Film Festival 2019 pour Dans l'ombre de Hitchcock - Alma et Hitch
- 2020 : Nomination prix du public - Fipadoc 2020 pour Dans l'Ombre d'Hitchcock - Alma et Hitch[3]
- 2020 : Nomination prix du film d'Histoire du Cinéma - Festival du Film d'Histoire de Pessac 2020 pour Dans l'Ombre d'Hitchcock - Alma et Hitch[3]
- 2020 : Honorable jury mention - Mumbai International Film Festival 2020 pour Dans l'Ombre d'Hitchcock - Alma et Hitch
- 2024 : Nomination prix du film d'histoire du cinéma - Festival du film d'histoire de Pessac 2024 pour King Kong - Le Cœur des Ténèbres[réf. nécessaire]